# Шарль Барґ
Шарль Барґ (фр. Charles Bargue; 1826/1827 — 6 квітня 1883) — французький художник і літограф, здобув популярність як педагог.

## Біографія
Займався живописом та літографією. Навчався у Жана-Леона Жерома (фр. Jean-Léon Gérôme; 1824—1904). Деякі мистецтвознавці висловлюють сумніви щодо цього факту. Барґ працював у тісному контакті з Жеромом і був під впливом його стилю. Створив велику кількість картин побутового жанру, особливо на сюжети із життя Північної Африки та арабського Сходу. Найзначнішою роботою художника стала його остання картина «Гра у шахи на терасі».
Художник не експонував свої роботи на Паризьких салонах. Барґ працював на приватних замовленнях вузького кола колекціонерів, особливу популярність його картини мали в американських колекціонерів. У 1867—1868 роках він був нагороджений медаллю за свої літографії.
Інтерес до творчості художника відродився після тривалого періоду забуття в 2003 виставкою «Charles Bargue: The Art of Drawing» в Dahesh Museum of Art.

## Педагогічна діяльність
Створив у співавторстві із Ж.-Л. Жеромом «Посібник із малювання» («Курс навчання малюнку»). До створення цього курсу призвела дискусія, що розгорнулася. Паризька виставка студентських робіт, що відбулася 1865 року, привела до переконання, що експонати мають низьку художню вартість. Курс був опублікований у період між 1867 та 1870 роками трьома окремими книгами видавництвом Goupil & Cie. «Курс навчання малюнку» є бібліографічним раритетом. Альбом існував у вигляді розрізнених аркушів, повний екземпляр був лише один у лондонській Національній художній галереї Вікторії та Альберта. 1991 року в музеї Гупій (Бордо) були знайдені інші два екземпляри.
Перші дві частини книги були призначені для художніх училищ та шкіл декоративного мистецтва. Третю частину передбачалося використовувати у мистецьких академіях. Складається зі 197 літографій, надрукованих на окремих аркушах. Включає три розділи:
- Моделі d'après la bosse (1867 рік);
- Моделі d'après les maîtres (1868 рік);
- Exercices au fusain pour préparer à l'étude de l'académie d'après nature (1870).

Курс широко використовувався на початку ХХ сторіччя. Є кілька альбомів-таблиць, до кожного з яких додавалася інструкція з виконання подібного малюнка. Він поєднує досягнення реалізму та академізму.
Навчання починалося з малювання частин людського обличчя та всієї голови, спочатку гіпсової, потім живої. Потім здійснювався перехід до зображення деталей фігури людини: кистей рук і ніг, всієї руки та ноги. Тільки після цього переходили до замальовки торса. Зображення повної фігури людини також здійснювалося спочатку з гіпсового зліпку, після чого переходили до зображення живої оголеної натури. Завершенням курсу було зображення тварин.
Посібник уперше запропонував чітку та обґрунтовану послідовність ускладнення навчальних завдань. До кожного етапу додавались зразки малюнків. Проте якість паперу та друку були невисокими.
Погано помітні були фактура олівця, вугілля. Сам посібник Барґа мав компілятивний характер (деякі методичні прийоми і навіть таблиці були результатом запозичення).
Серед художників, які уважно вивчали курс Барґа, були Пабло Пікассо та Вінсент Ван Гог, який скопіював усі літографії посібника у 1880/1881 роках, і (але вже тільки їхню частину) знову 1890 року. Курс перевиданий 2003 року.

## Галерея

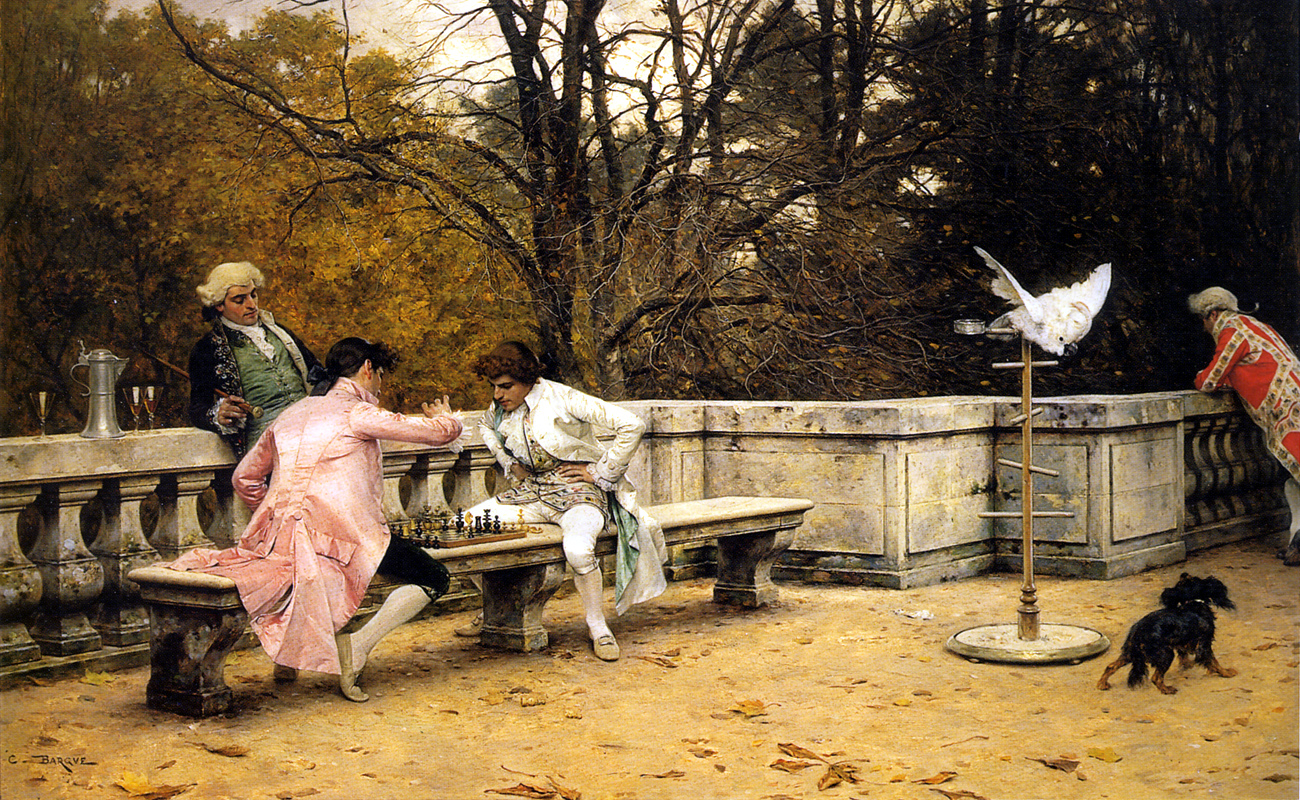
Грати в шахи на терасі. 1883
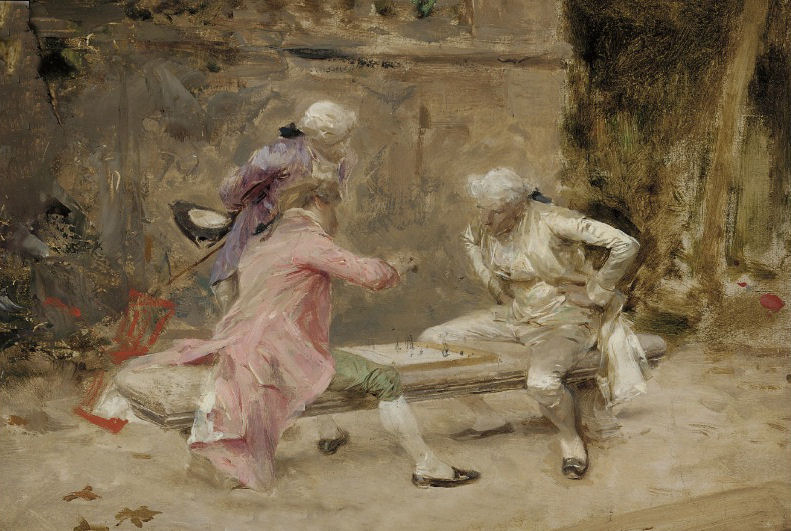
Гра в шахи. Приватні збори
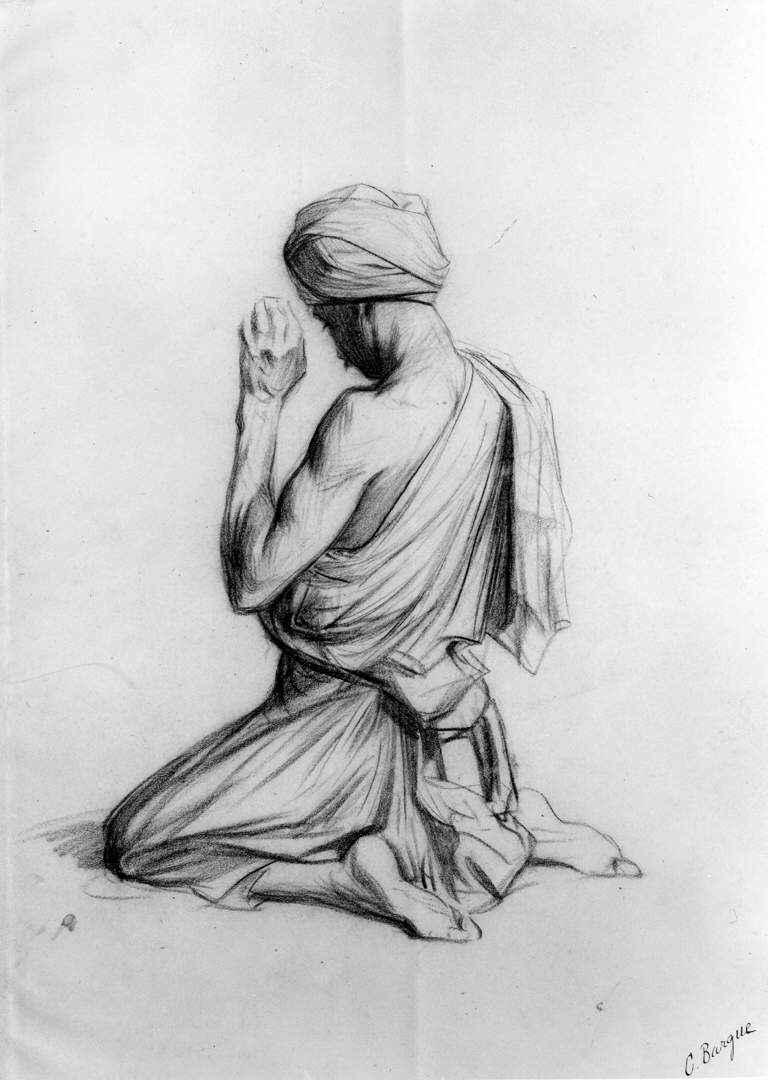
Араб на молитві, 1883
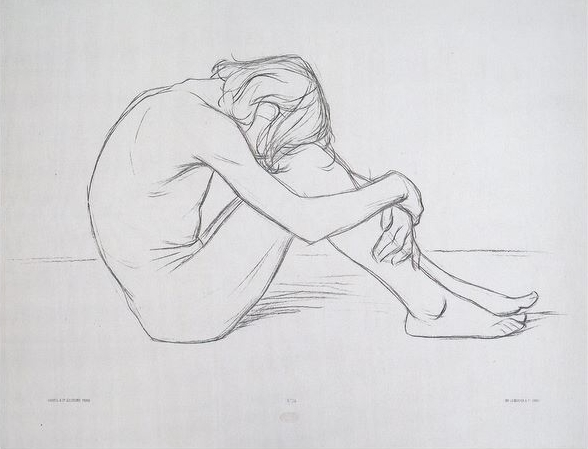
Літографія з посібника Курс навчання малюнку, Частина 3. 1871
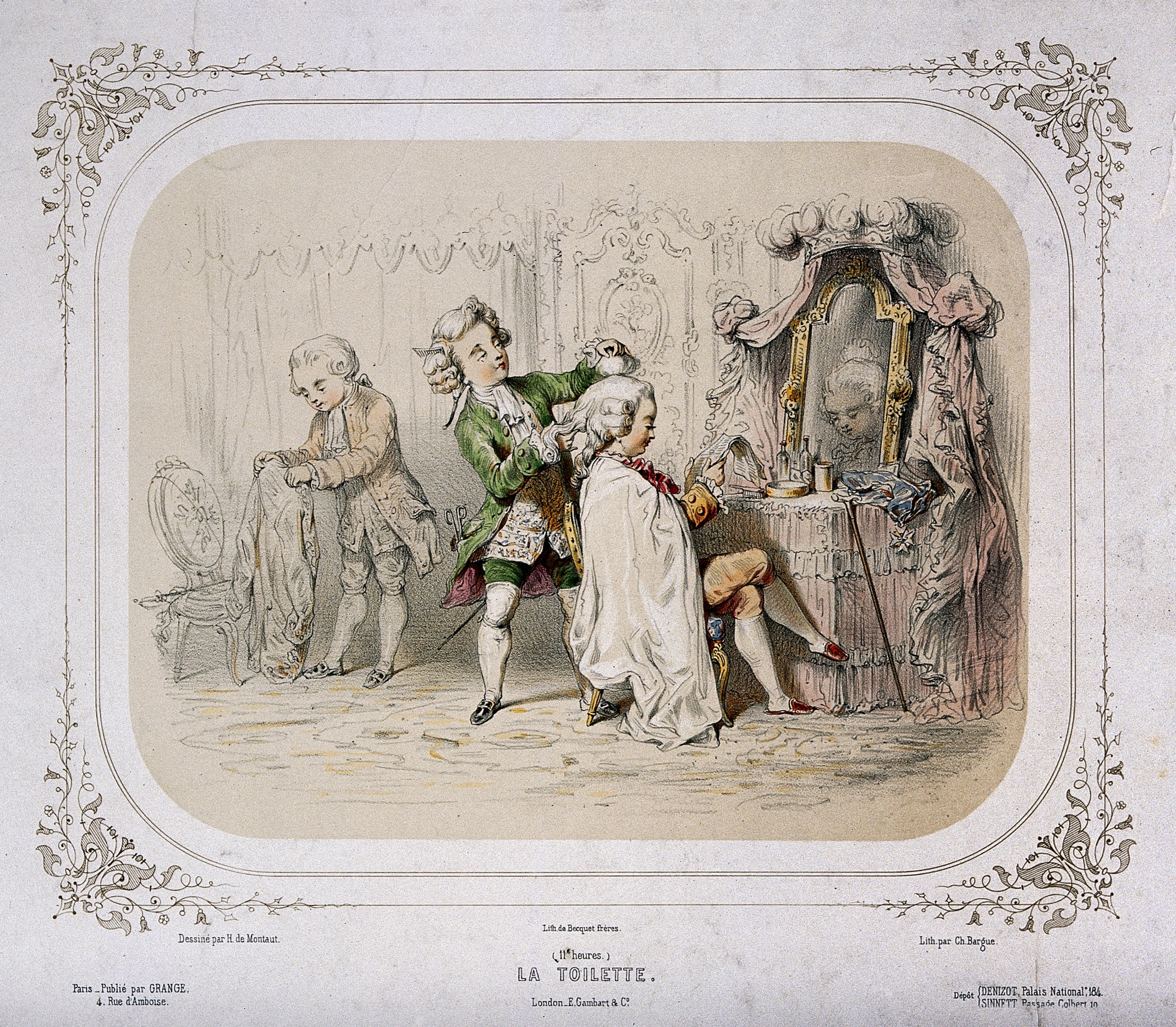
Діти, що грають у дорослих. Перукарня. Літографія за картиною H. de Montaut